# Can Bacardí (Horta)
Can Bacardí, també coneguda com a Vista Alegre, és una antiga masia del barri d'Horta de Barcelona, inclosa a l'Inventari del Patrimoni Arquitectònic de Catalunya. Actualment, està ocupada per un col·legi religiós.

## Història
El 1789, Bru Vidal i Torres, tresorer de les rendes generals del Principat, comprà la masia de Can Sitjà del Coll a Josepa Oliva, vídua del ferrer Pere Ferreras i Sitjà, i al seu fill Francesc Ferreras i Oliva, també ferrer, i la seva esposa Teresa. Segons la descripció de l'escriptura notarial, es tractava d'una casa amb tres portals i un pati enllosat, amb quatre mujades i mitja i una mundina de terra. L'any següent, Vidal va haver d'indemnitzar el pagès Josep Soera per l'arrancament de ceps de les seves vinyes per a la construcció d'una canonada d'aigua des de la casa de Joan Francesc Grasses (Can Grasses, actualment conegut com Ca n'Andalet) fins a la seva.
Vidal estava casat amb Francesca de Bacardí i Tomba, i va contreure deutes per valor de 130.000 lliures amb el seu sogre Baltasar de Bacardí i Clavell (†1798), succeït pel seu cunyat Baltasar de Bacardí i Tomba (1752-1822), pels quals hipotecà les seves propietats de Sant Genís dels Agudells (Horta) i de Sant Andreu de Palomar. El 1829, i en virtud d'una concòrdia entre Ramon de Bacardí i Cuyàs (1791-1856), fill i hereu de Baltasar, i Francesca Barris i Vidal, la finca va passar a mans d'aquest, que va encarregar la renovació de la conducció d'aigua de la mina de Can Grasses al mestre d'obres Josep Nolla.
A la seva mort, la llegà al seu fill Alexandre de Bacardí i de Janer (1815-1905), casat amb la seva cosina Amàlia de Casanovas i de Bacardí (1820-1865). El 1867, amplià la propietat amb l'adquisició de la Torre Miralles, on entre 1888 i 1904 promouria el nucli format per la plaça de Bacardí i els carrers de Sant Alexandre, Santa Amàlia i Sant Baltasar (actualment del Duero). L'estiu del 1867, amb motiu de la construcció de la nova carretera d'Horta (actual passeig de Maragall) va destruir el repartidor d'aigua, la canonada i el dipòsit de la mina de Can Solà, que posseïa conjuntament amb Josepa Solà i Fatjó, el que produí un litigi entre ambdós. Finalment, va haver de reconstruir-los en un indret proper, però Josepa Solà no cobraria mai els 500 duros que demanava com a indemnització, i durant el procés, el governador civil va expropiar el dipòsit.
Alexandre de Bacardí va morir el 1905 a la seva altra casa d'estiueig a Premià de Mar, i va llegar la finca d'Horta a la seva filla Amàlia de Bacardí i de Casanovas, que la vendria i apareixeria al parcel·lari de Vicenç Martorell dels anys 1930 com a Finca Vista Alegre. El 1950, la casa i una part de la finca foren adquirides per les religioses de la Immaculada Concepció, i posteriorment, la resta seria parcel·lada i venuda a diferents propietaris.

## Descripció
És un edifici de grans dimensions, de planta quadrada i façanes laterals asimètriques, envoltada per una zona enjardinada i arbrada, amb el terra cimentat. Consta de planta baixa i dos pisos i ha estat molt modificada i ampliada per tal d'adaptar-la a les seves funcions actuals. A la façana principal conserva algun element original, com dos balcons amb baranes de ferro. Tota la finca està envoltada per una tanca.